# The Stockbroker's Clerk
Pour plus de détails, voir Fiche technique et Distribution.
The Stockbroker's Clerk est un film britannique réalisé par George Ridgwell, sorti en 1922.

## Synopsis
Sherlock Holmes enquête sur l'emploi étrange qui a été proposé à Hall Pycroft.

## Fiche technique
- Titre original : The Stockbroker's Clerk
- Réalisation : George Ridgwell
- Scénario : Geoffrey H. Malins et Patrick L. Mannock, d'après la nouvelle L'Employé de l'agent de change d'Arthur Conan Doyle
- Direction artistique : Walter W. Murton
- Photographie : Alfred H. Moise
- Montage : Leslie Britain
- Société de production : Stoll Picture Productions
- Société de distribution : Stoll Picture Productions
- Pays de production :  Royaume-Uni
- Langue originale : anglais
- Format : noir et blanc — 35 mm — 1,37:1 — Film muet
- Genre : Film policier
- Durée : deux bobines
- Date de sortie :
  - Royaume-Uni : mars 1922

## Distribution
- Eille Norwood : Sherlock Holmes
- Hubert Willis : Docteur Watson
- Olaf Hytten : Hall Pycroft
- Aubrey Fitzgerald : Pinner
- George Ridgwell : Beddington